# Agnieszka Pomaska
Agnieszka Dominika Pomaska (ur. 8 stycznia 1980 w Gdyni) – polska polityk i działaczka samorządowa, posłanka na Sejm VI, VII, VIII, IX i X kadencji (od 2009).

## Życiorys
Trenowała żeglarstwo w YKP Gdynia i następnie w Sopockim Klubie Żeglarskim. Zdobyła m.in. tytuł drugiej wicemistrzyni świata juniorek w klasie Mistral.
Absolwentka I Liceum Ogólnokształcącego im. Mikołaja Kopernika w Gdańsku. W 2005 ukończyła studia magisterskie z zakresu politologii na Wydziale Nauk Społecznych Uniwersytetu Gdańskiego.
Działała w Stowarzyszeniu „Młodzi Demokraci”, zasiadała w miejskich władzach tej organizacji. W 2002 i 2006 z listy Platformy Obywatelskiej była wybierana do Rady Miasta Gdańska, w latach 2006–2009 pełniła funkcję jej wiceprzewodniczącej. Została też prezesem stowarzyszenia Centrum Rozwoju Edukacji Obywatelskiej.
W wyborach parlamentarnych w 2007 startowała do Sejmu w okręgu gdańskim, uzyskując 9495 głosów. Mandat posłanki na Sejm VI kadencji objęła 24 czerwca 2009 w miejsce Jarosława Wałęsy, który został wybrany do Parlamentu Europejskiego. W 2010 została przewodniczącą Platformy Obywatelskiej w Gdańsku, funkcję tę pełniła do 2021. W wyborach w 2011 z powodzeniem ubiegała się o reelekcję, dostała 16 117 głosów. W czasie VII kadencji Sejmu pełniła funkcję przewodniczącej Komisji do Spraw Unii Europejskiej. W 2015 została wiceprzewodniczącą PO w województwie pomorskim. W wyborach w tym samym roku po raz trzeci została posłanką, otrzymując 22 196 głosów. W Sejmie VIII kadencji została zastępczynią przewodniczącego Komisji do Spraw Unii Europejskiej. Pod koniec 2017 została członkiem zarządu krajowego Platformy Obywatelskiej.
W wyborach w 2019 z powodzeniem ubiegała się o poselską reelekcję z ramienia Koalicji Obywatelskiej, otrzymując 39 103 głosy. W 2021 bezskutecznie kandydowała na przewodniczącą PO w województwie pomorskim, przegrywając z marszałkiem województwa Mieczysławem Strukiem. W czerwcu 2022 została wiceprzewodniczącą związanej z Europejską Partią Ludową organizacji EPP Women.
W 2022 została przewodniczącą Komitetu Inicjatywy Ustawodawczej „Tak dla In Vitro”, postulującego wprowadzenie ustawy przewidującej m.in. refundację in vitro przez państwo. W wyborach w 2023 została wybrana do Sejmu kolejnej kadencji z wynikiem 83 590 głosów. W 2024 roku została wiceprzewodniczącą Zgromadzenia Parlamentarnego Rady Europy oraz przewodniczącą Komisji do Spraw Unii Europejskiej. Przed wyborami prezydenckimi w 2025 weszła w skład sztabu wyborczego Rafała Trzaskowskiego.

## Wyniki w wyborach ogólnopolskich
| Wybory | Komitet wyborczy   | Komitet wyborczy      | Organ            | Okręg | Wynik          |
| ------ | ------------------ | --------------------- | ---------------- | ----- | -------------- |
| 2007   |                    | Platforma Obywatelska | Sejm VI kadencji | nr 25 | 9495 (2,01%)   |
| 2011   | Sejm VII kadencji  | Platforma Obywatelska | 16 117 (3,88%)   | nr 25 |                |
| 2015   | Sejm VIII kadencji | Platforma Obywatelska | 22 196 (5,20%)   | nr 25 |                |
| 2019   |                    | Koalicja Obywatelska  | Sejm IX kadencji | nr 25 | 39 103 (7,39%) |
| 2023   | Sejm X kadencji    | Koalicja Obywatelska  | 83 590 (13,56%)  | nr 25 |                |

## Życie prywatne
Żona gdańskiego samorządowca Macieja Krupy, matka dwóch córek.